# Aoranthe penduliflora
Aoranthe penduliflora là một loài thực vật thuộc họ Rubiaceae. Đây là loài đặc hữu của Tanzania nơi nó có ở núi Usambara. Chúng hiện đang bị đe dọa vì mất môi trường sống do khai thác mỏ và nông nghiệp. Chúng phát triển giống như một cây có các lá đối diện và đơn giản.
Hoa màu kem và màu đỏ, quả chín màu da cam